# Mekh
Mekh va ser un governant del Període protodinàstic d'Egipte que va regnar al delta del Nil.
Altres grafies del seu nom en altres llengües són: Imichet, Mej, Mekh, Mekha, Mekhet, Menje, Menkhe, Totmer.
Mekh apareix esmentat a la Pedra de Palerm, una inscripció pètria que conté els noms de diversos mandataris predinàstics del Baix Egipte.

## Titulatura
|  |

|  |

|  |

|  |

|  |

|  |

|  |

|  |

| Predecessor: Wazner | Faraó Període protodinàstic d'Egipte | Successor: ...A (nom il·legible) |